# Садака-бег
Садака-бег (правил: 1398—1399) — правитель бейлика Дулкадиридов. Сын Шабан Сули-бея.

## Биография
Садака был сыном Сули-бея. Он был возведен мамлюками на трон Дулкадира в мае 1398 года вместо отца, свергнутого ими.  Летом 1399 года к границам бейлика  подошли войска  Баязида I, они низложили Садаку. Вместо него Баязид посадил на трон Мехмеда-бея.